# 早稻田大学国际文学馆

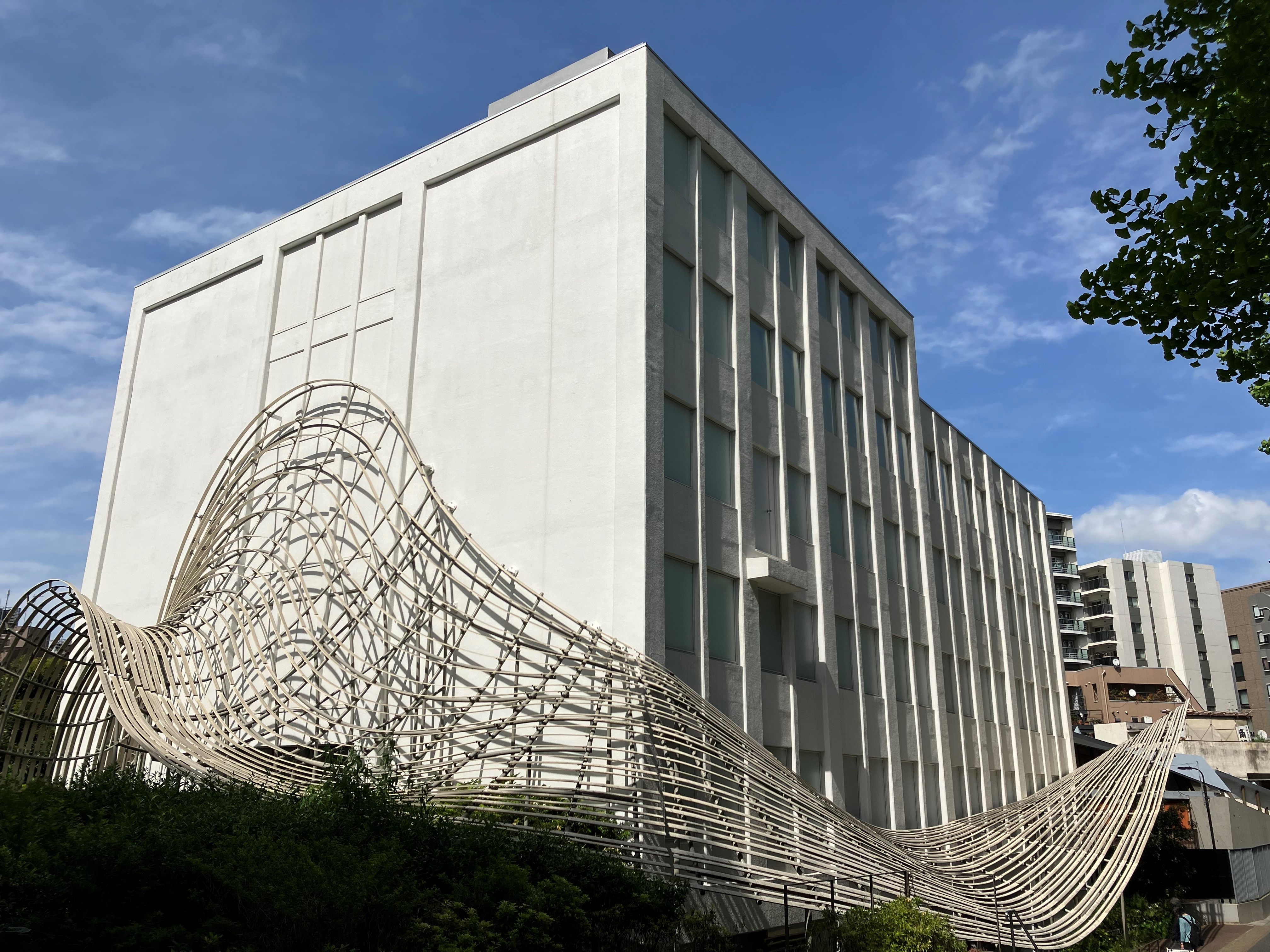
早稻田大學國際文學館

早稻田大学国际文学馆（日语：早稲田大学国際文学館）是一座位于日本东京都的文学博物馆，隸屬早稻田大學，原址為該校4號樓。主要研究村上春树的文学作品，又称为村上春树图书馆。

## 历史
早稻田大学4号楼由日本建筑师隈研吾重新翻修，预计2021年4月建成开馆，将收藏村上春树的手写原稿。
优衣库创始人，早稻田大学校友柳井正捐赠12亿日元用于此次翻修费用。